# Füzérradványi Park Természetvédelmi Terület

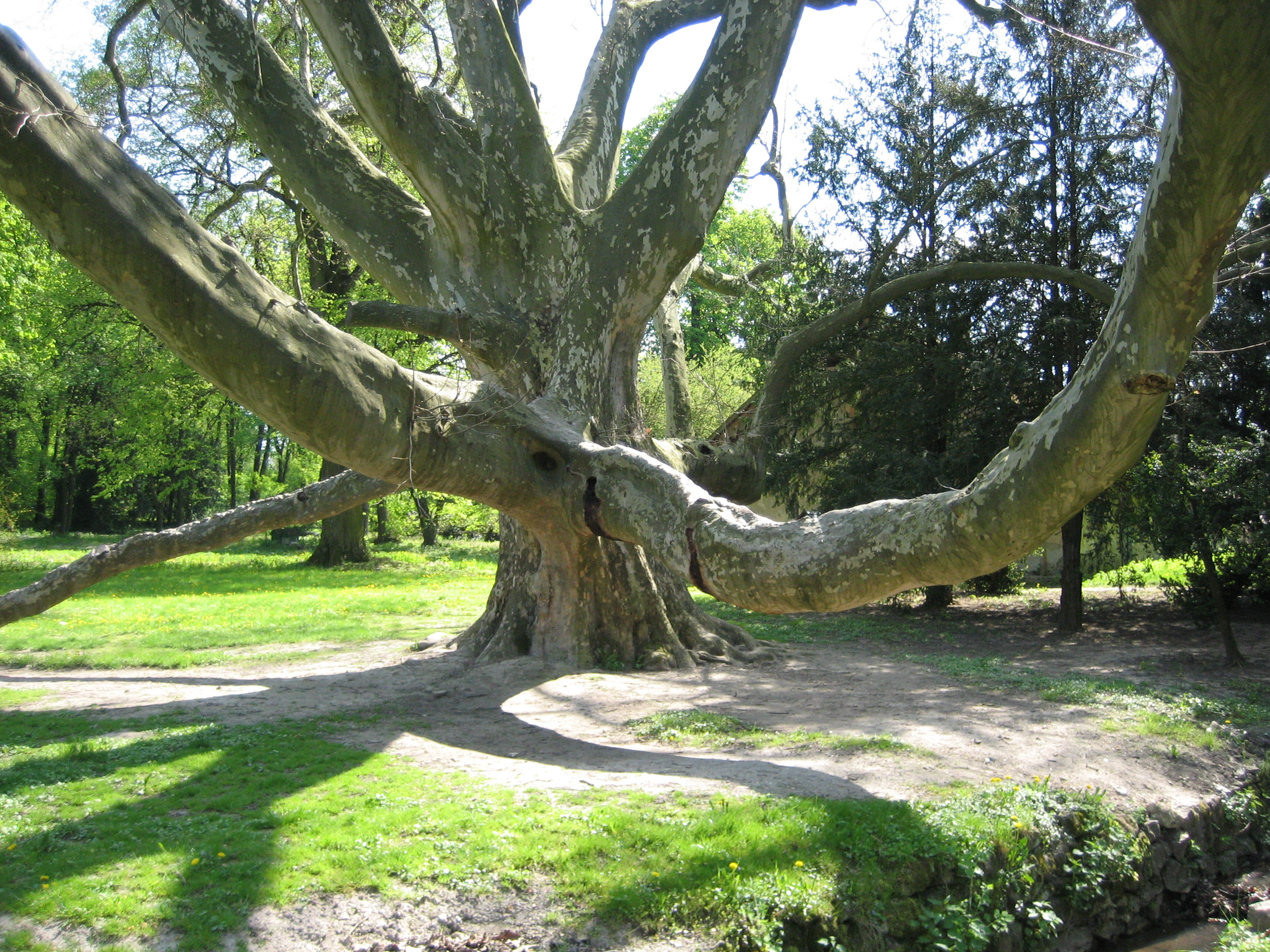
A park dísze és híressége az 1721-ben ültetett juharlevelű platán

A 100 hektár területen elterülő füzérradványi kastélyparkot még a Károlyi család telepítette az 1800-as évek elején. A hatalmas tájképi angolkert különleges klímával rendelkezik. A terület legmagasabb pontján épült a kastély, melyből festői látvány tárul a csodálatos parkra.
A kastély és a kastélypark is a 3719-es útról letérve közelíthető meg, egy alsóbbrendű, számozatlan, de jó minőségű, szilárd burkolatú mellékúton.

## Története

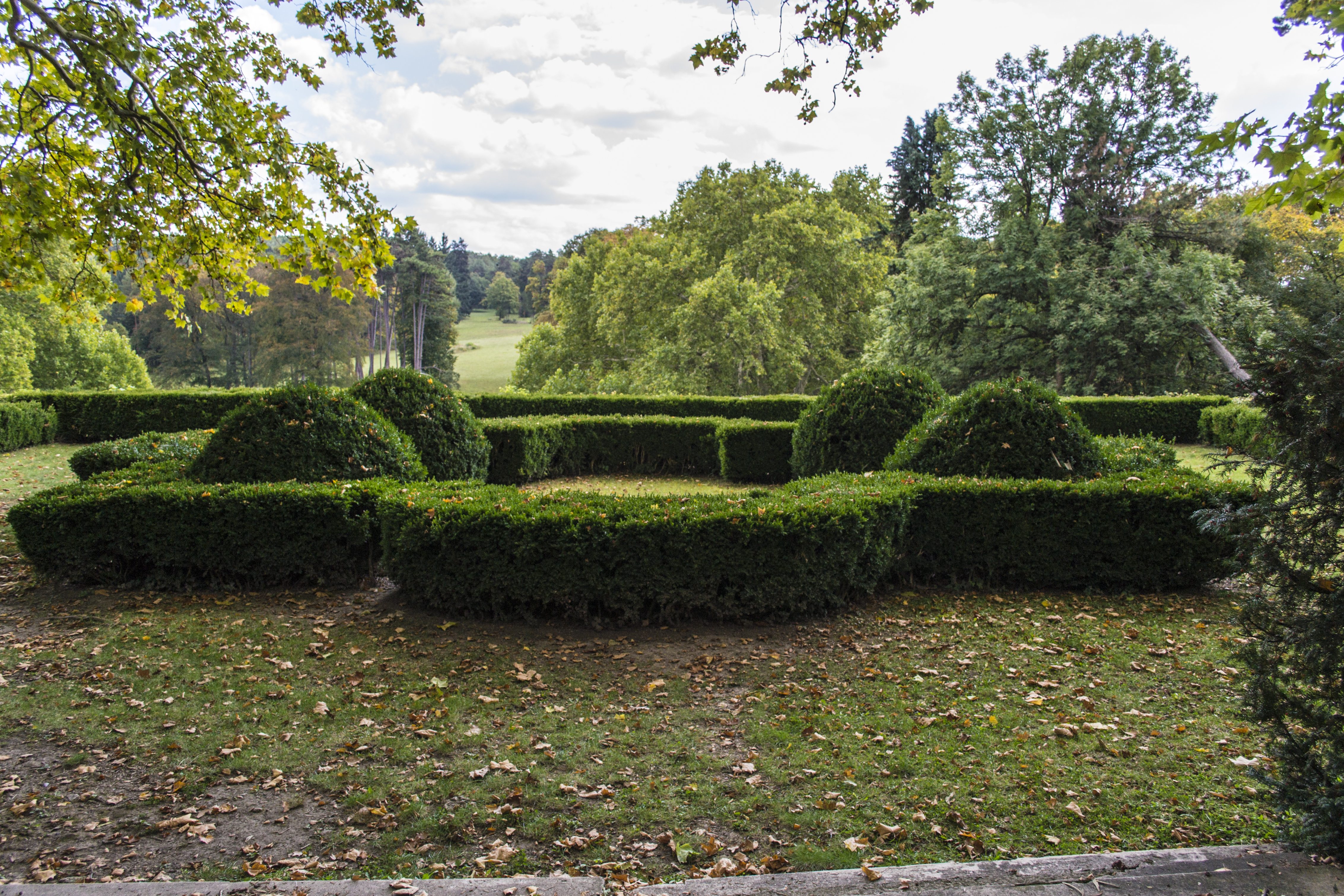
A kastélykert a kastély déli oldala előtt

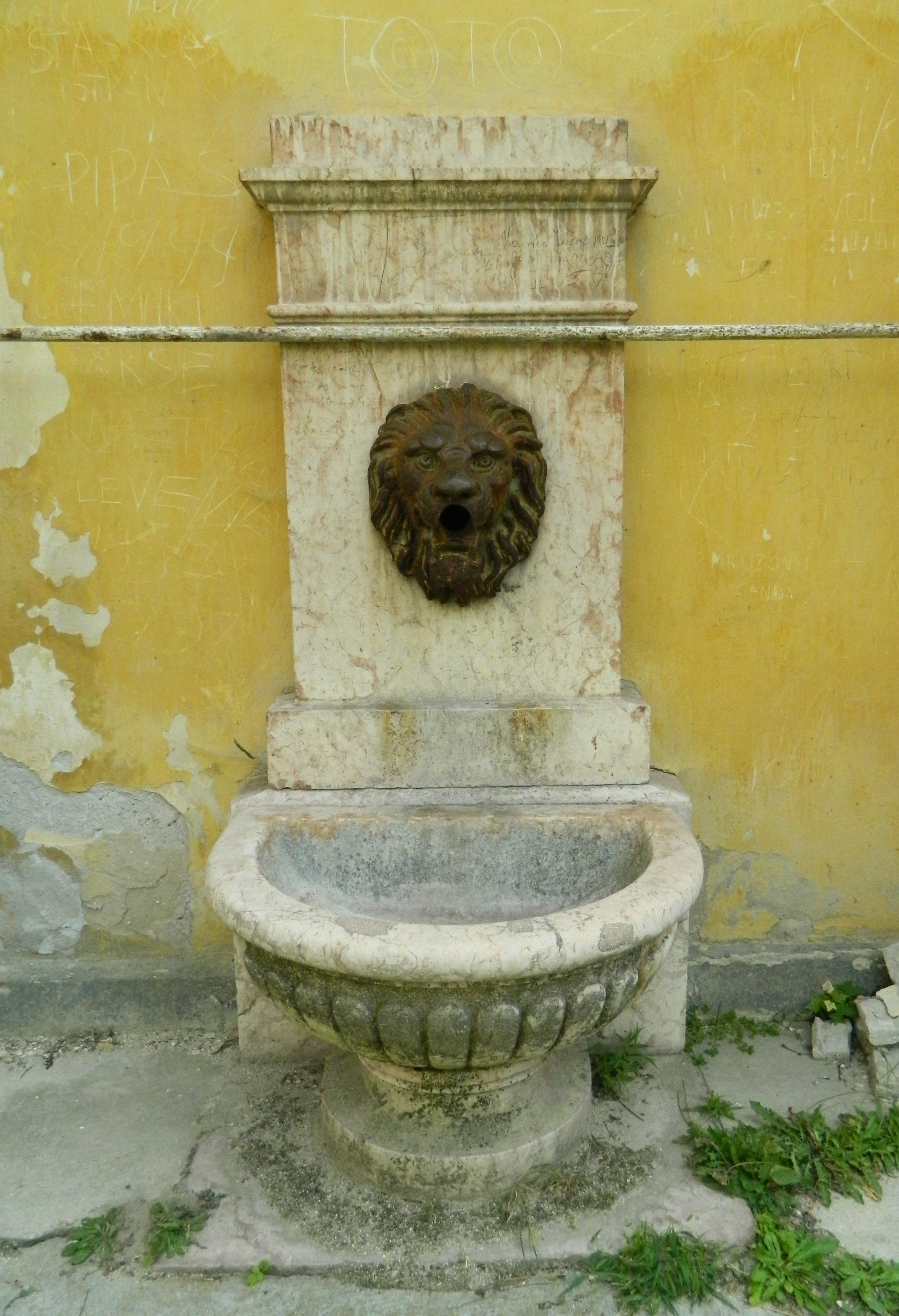
Oroszlánfejes falikút a kastély falán

A területet egykor erdő borította. A park nevét 1827-ben említette először egy okirat vadaskert néven, mint a Károlyi család birtokát.
A vadaskert területén levő erdőben a Károlyiak a kezdeti időkben csak a vadászat elősegítése érdekében végeztek apróbb átalakításokat.
1906-1913 között voltak itt a legnagyobb erdőtelepítések, melyekhez a szaporítóanyagot részben saját faiskolában állították elő, de távolabbi vidékekről is hoztak ide földlabdás fakülönlegességeket.
A park telepítése során nagy gondot fordítottak a növényzet forma-és színgazdagságára, arra, hogy az év minden szakaszában élményt nyújtsanak színükkel, virágukkal termésükkel egyaránt.
A ma kettéosztott park egyik része a kastély körüli területeket foglalja magába. Másik, a kastélytól távolabb eső része erdészeti kezelésben van 1947-ben való államosítása óta.
A park főbejáratához csodálatos szépségű védett erdei és feketefenyőkből álló fasor vezet.
A kastély körüli területet a 18. század közepén ültették be. Ekkor ültették a patak partján álló, mára már gigantikus méretű két platánt is. A kastély déli homlokzata elé a 19-20. század fordulóján teraszosan kialakított franciakertet is építettek, ahonnan csodálatos kilátás nyílik a parkra.
Az erdészeti kezelésben lévő külső parkrészt a 19. század vége és a 20. század eleje közötti időkben telepítették, főként különböző fajta fenyőfélék csoportjaival.
A park őshonos kocsányos tölgyei és gyertyánfái mellé platán, hárs és juharfákat telepítettek. A közönséges platán csodálatos termetű példányai mellett  több faritkaság, mint a piramistölgy, császárfa, szivarfa, tulipánfa, vérbükk, balkáni vadgesztenye, több különleges örökzöld: tiszafa, jegenyefenyő, ezüstfenyő és a hamisciprusok több változata, mint pl. az oregoni álciprus is megtalálható itt.

## Galéria

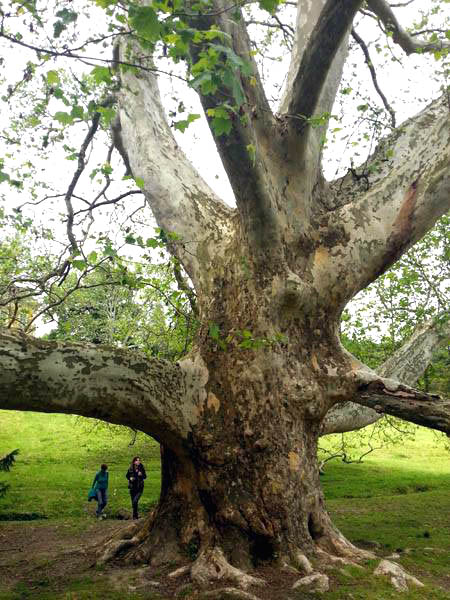
Juharlevelű platán
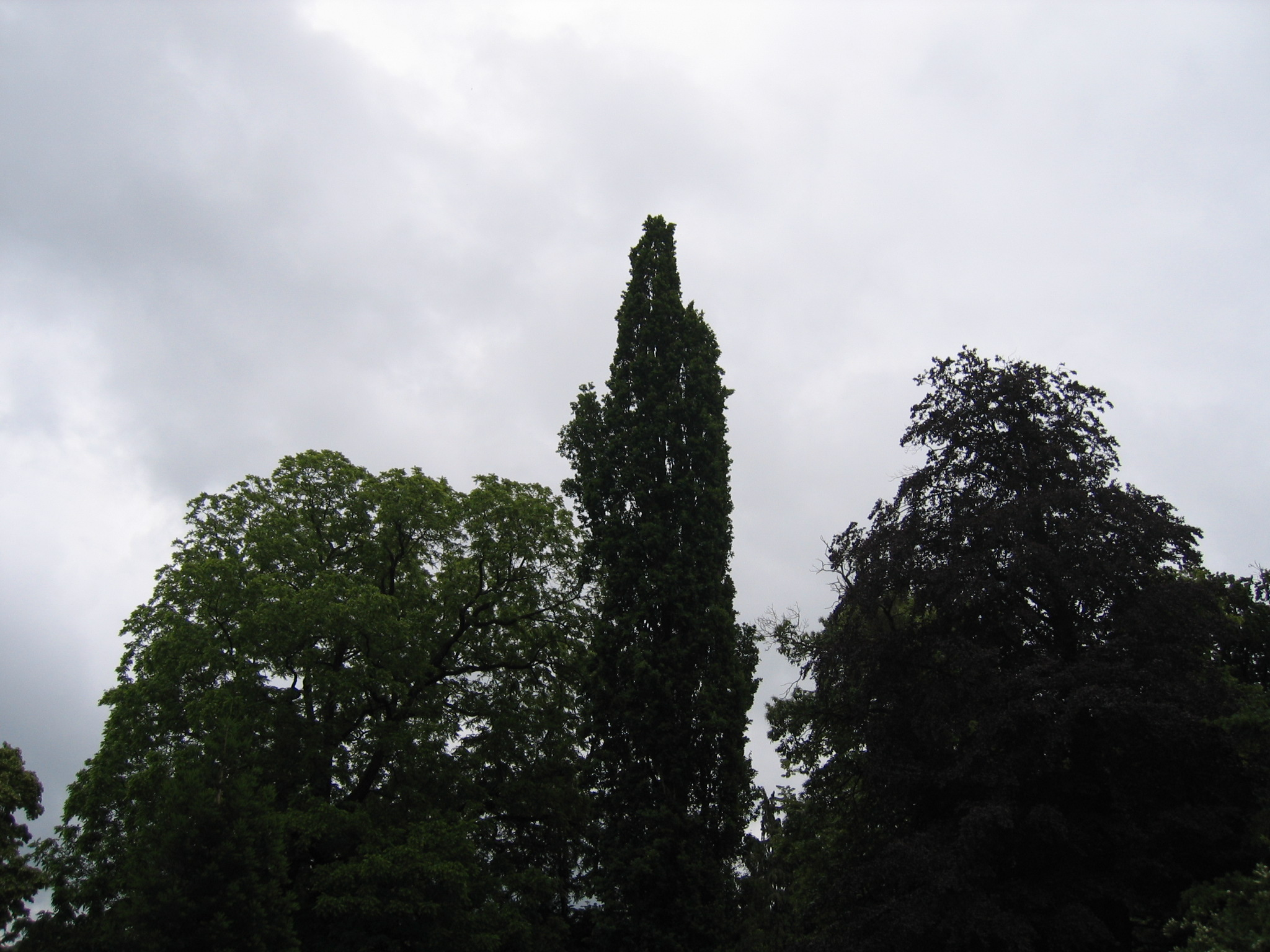
Piramistölgy (Quercus robur Fastigiata)
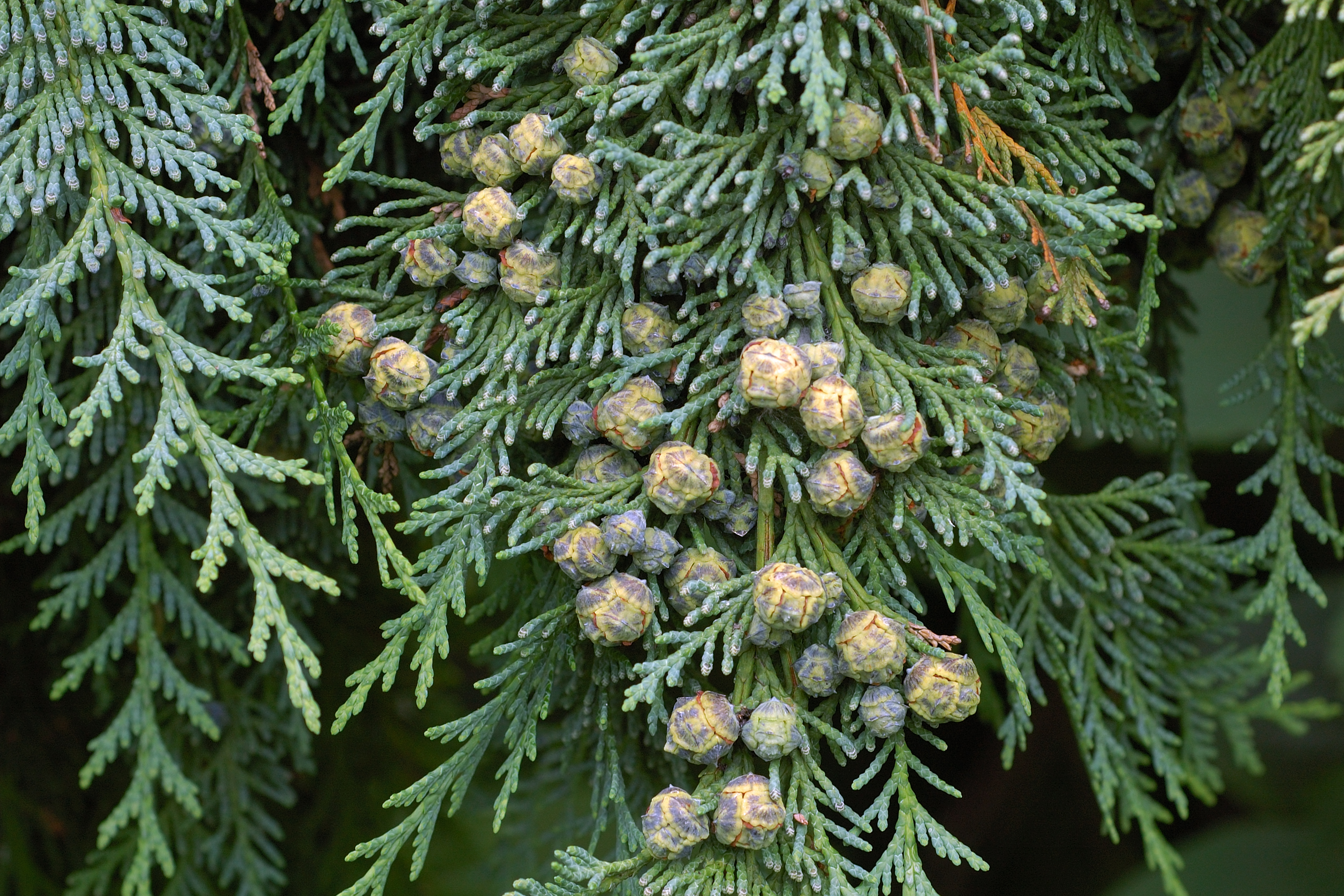
Oregoni álciprus ága és termése
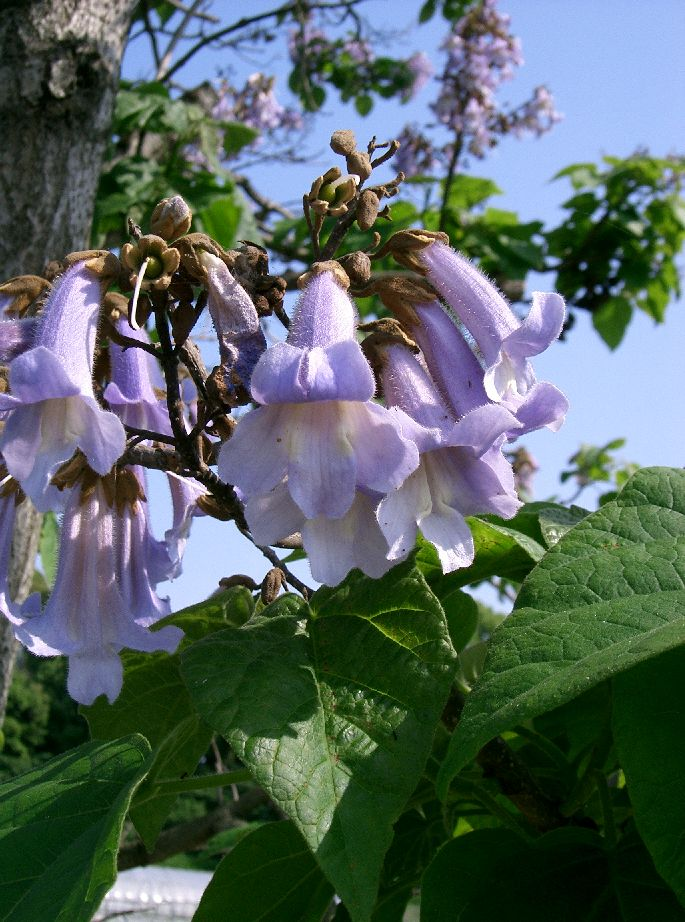
Császárfa (Paulownia tomentosa)
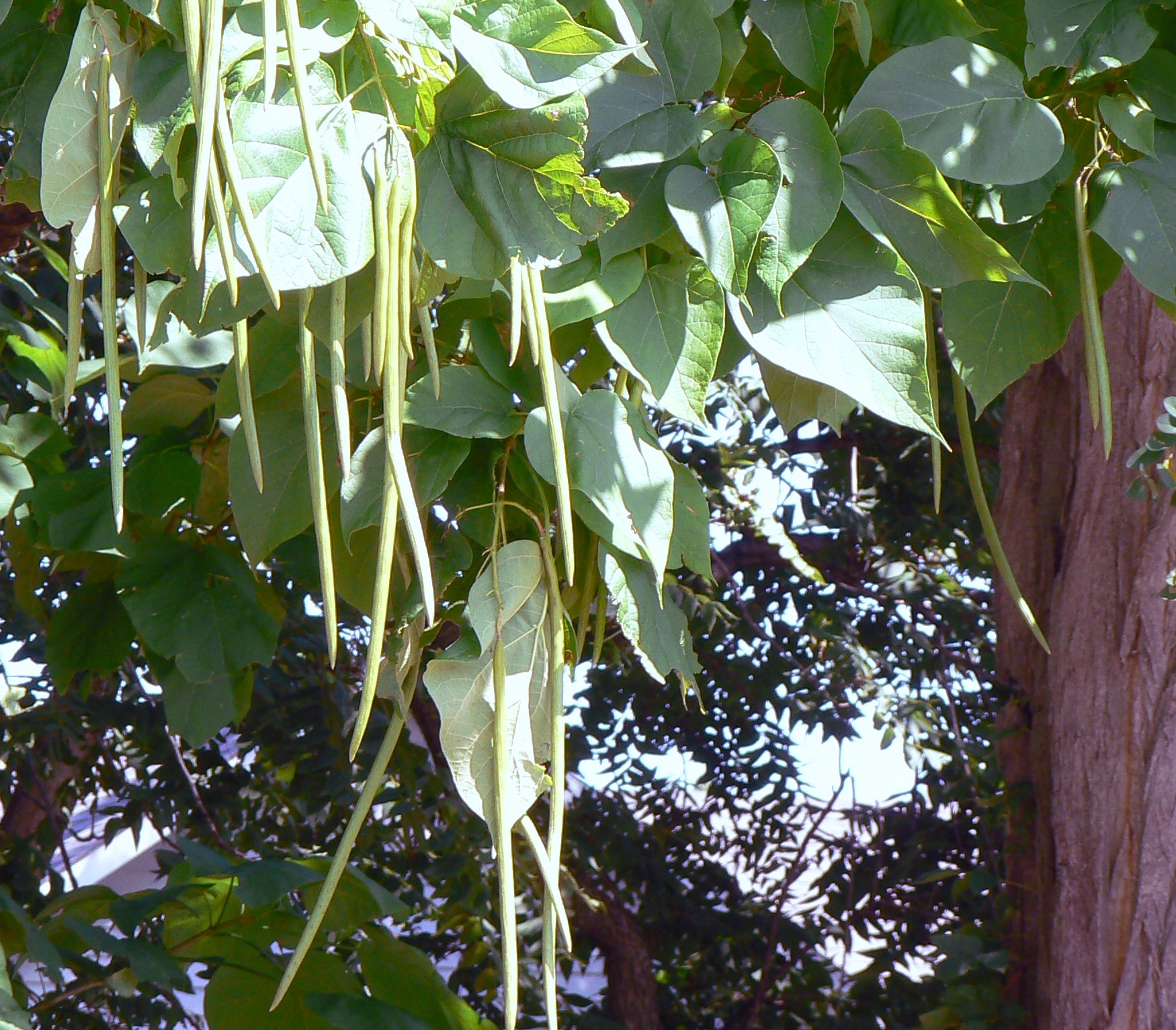
Szivarfa (Northern Catalpa beanpods)
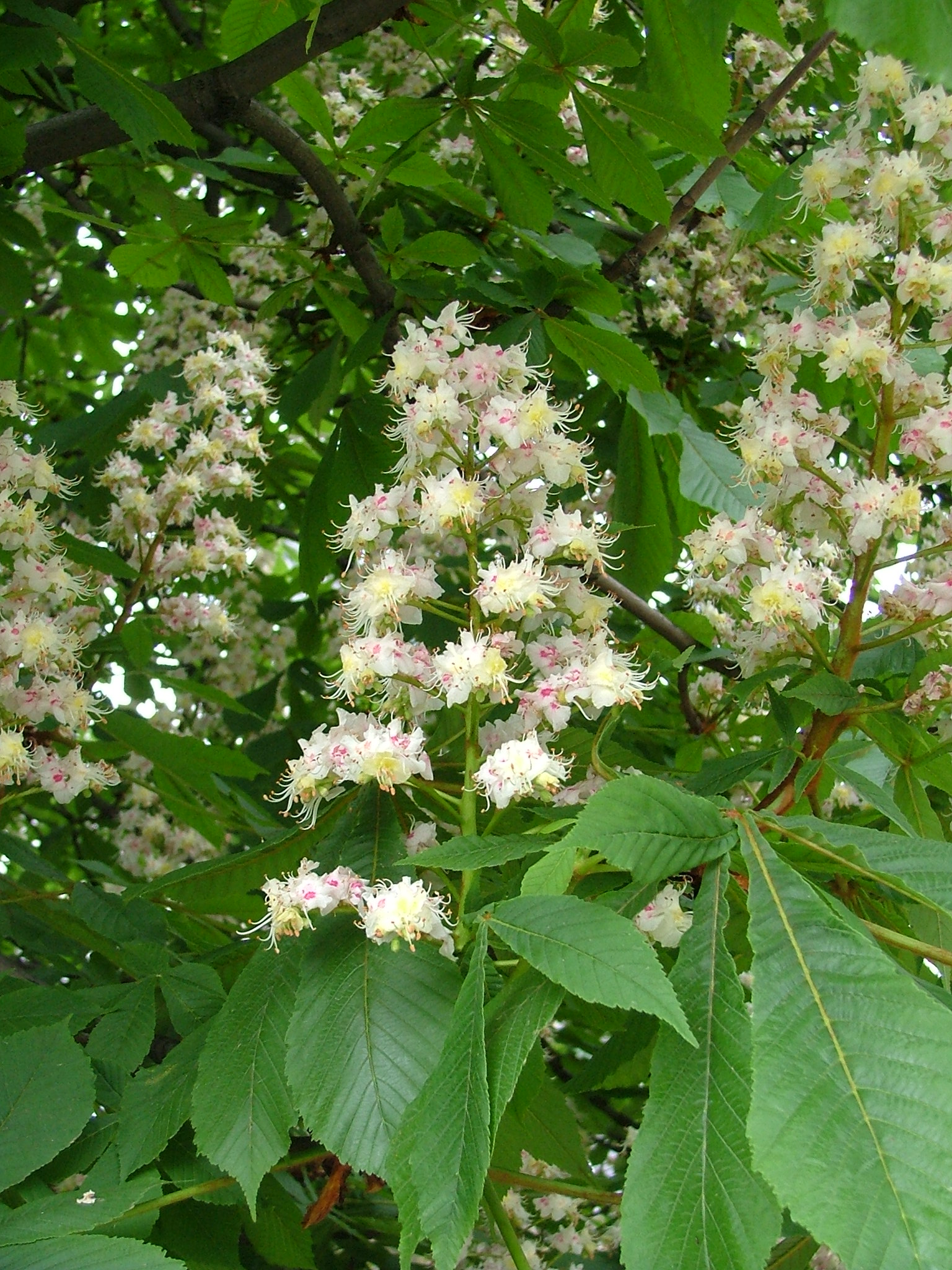
Balkáni vadgesztenye virága
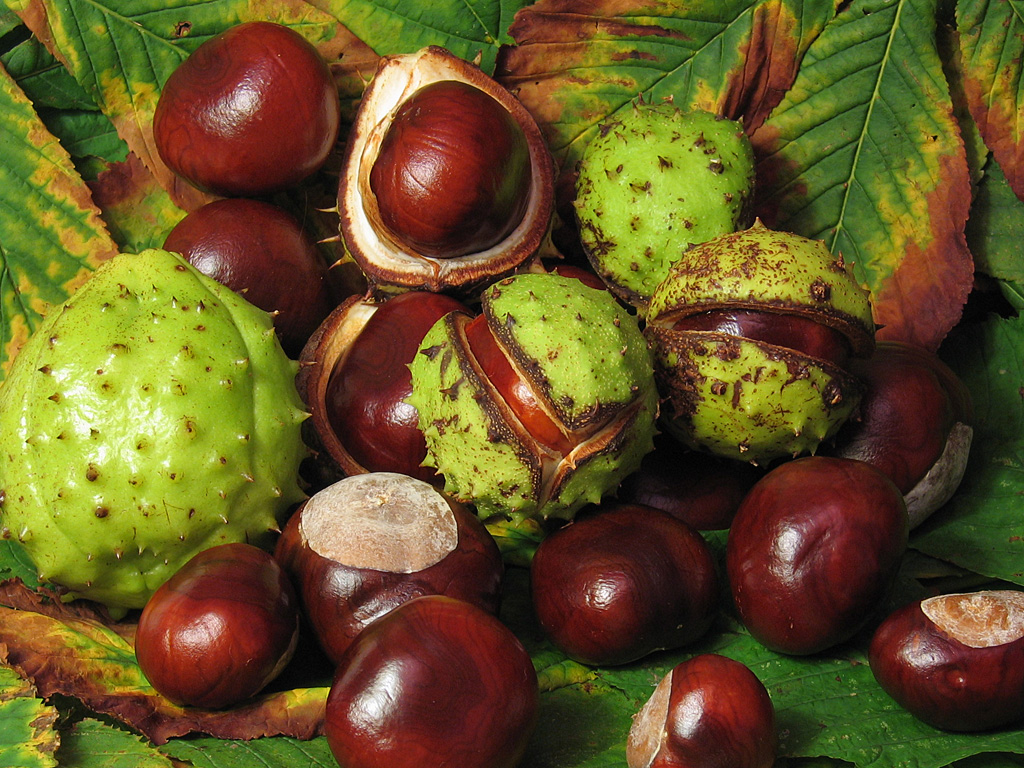
A vadgesztenye termése
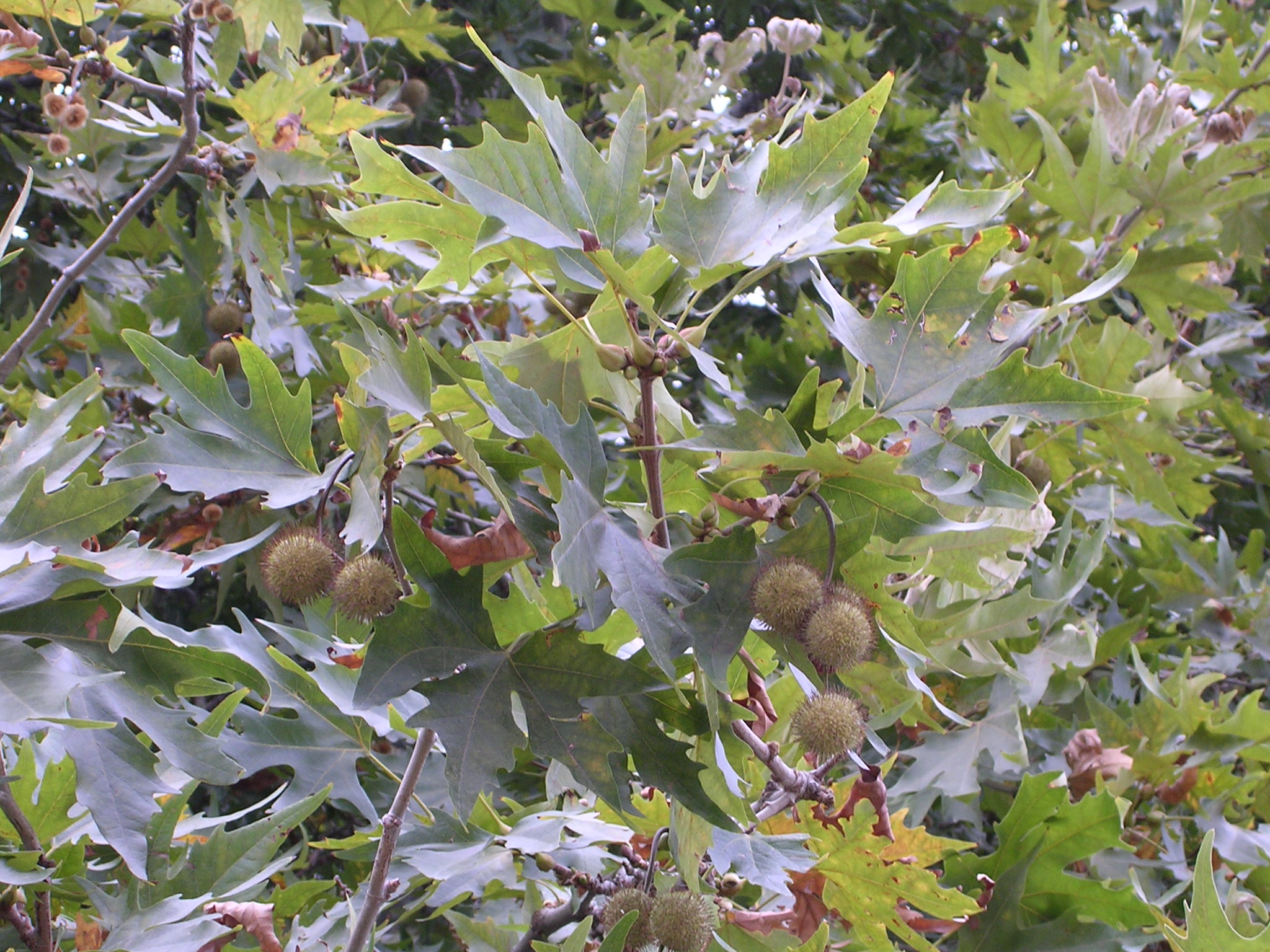
A platán ága és termése
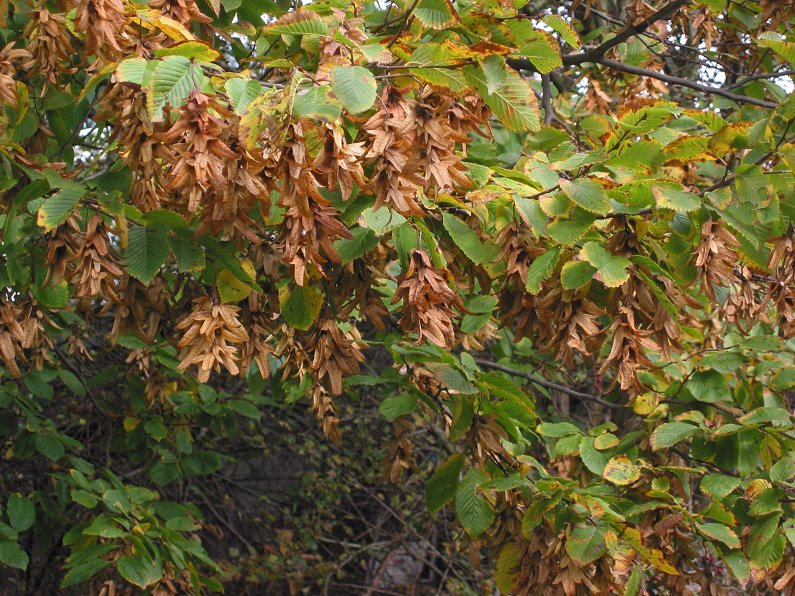
Gyertyán termése
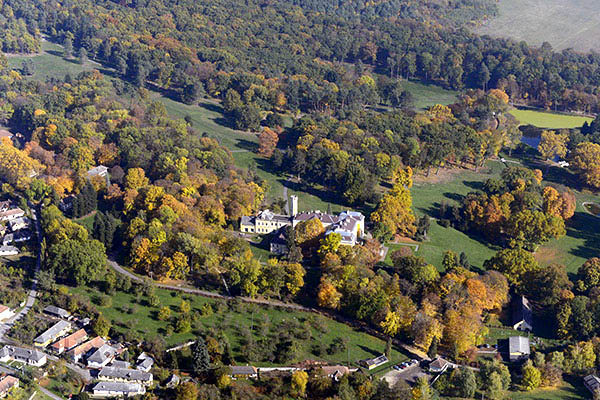
Kastélypark légi fotó